# جایزه ای‌وی‌ان
جایزه ای‌وی‌ان (به انگلیسی: AVN Awards) جایزه‌ای است که توسط کمپانی آمریکایی مجله تجاری پورن بزرگسالان AVN، که فیلم‌های پورن را پوشش می‌دهد، پشتیبانی و عرضه می‌گردد. این جایزه به پاس تقدیر از اجرا یا تهیه فیلم‌های اخیر پورن برای بازیگران، تهیه‌کنندگان و کارگردانان این گونه فیلم‌ها به‌وجود آمده و به اسکار پورن شهرت یافته‌است.

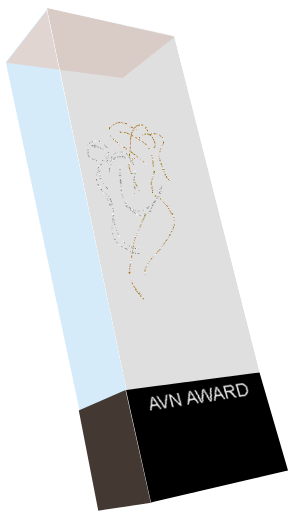
جایزه کنونی ای‌وی‌ان

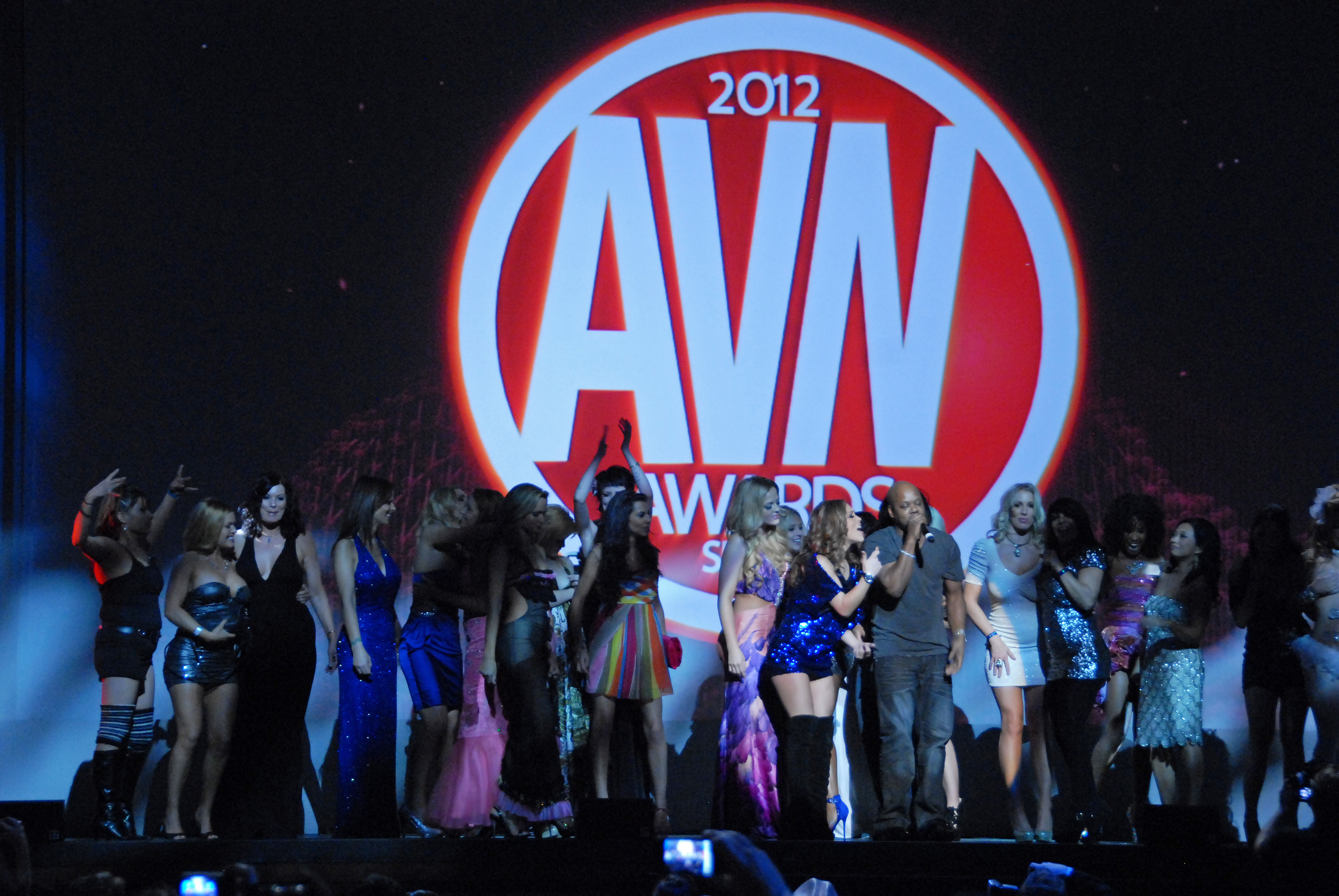
مراسم جوایز ای‌وی‌ان، سال ۲۰۱۲، هتل هارد راک

این جایزه در بیش از ۱۰۰ رشته به برندگان اهدا می‌گردد که برخی از آن‌ها در ارتباط مستقیم با موارد جنسی است و برخی دیگر به ژانرهای دیگری تعلق می‌گیرد. تعدادی از این جایزه‌ها به ژانرهای مشابه فیلم‌های غیر پورن و بقیه به تصاویر و فیلم‌های پورنوگرافی/اروتیک اهدا می‌شود.
این جایزه برای اولین بار در فوریه سال ۱۹۸۴ اهدا گشت. هر ساله این جایزه در اوایل ماه ژانویه در نمایشگاه سرگرمی‌های بزرگسالان AVN در لاس وگاس، نوادا برگزار می‌شود. از سال ۲۰۰۸ تاکنون این جشنواره به‌صورت ویرایش‌شده و کوتاه‌شده برروی آنتن شبکه شوتایم می‌رود؛ که معمولاً در یک بازهٔ زمانی ۹۰ دقیقه‌ای پخش می‌شود.
جوایز پورنوگرافی گی، از مراسم سال ۱۹۹۷ تا ۱۹۹۸ بخشی از جوایز ای‌وی‌ان بودند. افزایش شمار بخش‌های متفاوت باعث سنگین شدن جشنواره شد. برای همین، از مراسم سال ۱۹۹۹، مجله ای‌وی‌ان شروع به برگزاری جشنواره جداگانه‌ای برای ویدیوهای همجنس‌گرایانه به‌نام جوایز GayVN نمود. این جشنواره، یک رویداد سالانهٔ جایزه فیلم بزرگسالان برای پورنوگرافی گی بود.

## بخش‌ها
- بهترین بازیگر زن
- بهترین بازیگر مرد
- بهترین بازیگر مکمل زن
- بهترین بازیگر مکمل مرد
- بازیگر زن سال
- بازیگر مرد سال
- بازیگر خارجی زن سال
- بازیگر خارجی مرد سال
- بازیگر ترنس سال
- کارگردان سال
- بهترین ستارهٔ جدید
- بهترین کارگردان
- بهترین اجرای غیرسکس
- بهترین فیلمبرداری
- بهترین ویدیوی تمام‌سکس
- بهترین عنوان اجاره‌شدهٔ سال
- بهترین عنوان فروخته‌شدهٔ سال
- بهترین فیلم
- بهترین ویدیوی بلند
- بهترین فیلم خارجی بلند
- بهترین اجرای طنز
- بهترین صحنهٔ سکس تمام‌دختر
- بهترین فیلم بلند تمام‌دختر
- بهترین تازه‌کار – ویدیو همجنس‌گرا
- بهترین ویدیو دوجنس‌گرا
- بهترین ویدیو همجنس‌گرا
- بهترین بازیگر – ویدیو همجنس‌گرا
- بهترین بازیگر مکمل – ویدیو همجنس‌گرا
- بهترین کارگردان – ویدیو دوجنس‌گرا
- بهترین کارگردان – ویدیو همجنس‌گرا
- بهترین فیلمنامه – ویدیو همجنس‌گرا
- بهترین صحنهٔ سکس – ویدیو همجنس‌گرا
- بهترین اجرای غیرجنسی – ویدیو دوجنس‌گرا، همجنس‌گرا یا ترنس
- بهترین ویدیو آلترناتيو همجنس‌گرا
- بهترین ویدیو تک‌نفره همجنس‌گرا
- بهترین محصول ویژهٔ همجنس‌گرا
- بهترین فیلمبرداری – ویدیو همجنس‌گرا
- بهترین فیلم آلترناتيو بلند بزرگسال
- خشن‌ترین صحنه سکس
- بهترین کمدی سکسی
- جایزه پیشرفت غیرمنتظره
- بهترین بازیگر سال – ویدیو همجنس‌گرا
- بهترین بازیگر مرد تازه‌کار
- بهترین کارگردان – ویدیو خارجی
- بهترین محصول کلاسیک
- بهترین دی‌وی‌دی
- بهترین تولید با کیفیت بالا
- ستارهٔ دیده‌نشده سال
- بهترین محصول باکیفیت‌ تمام‌سکس
- بهترین محصول تمام‌سکس
- بهترین محصول میلف
- بهترین کارگردانی فیلم بلند
- بهترین کارگردانی فیلم بلند خارجی
- بهترین صحنه دختر/پسر
- بهترین صحنه سکس زوج‌های تمام‌دختر
- بازیگر میلف سال

### جایزه افتخاری
- تالار مشاهیر ای‌وی‌ان

## برندگان
لیست زیر، نشان‌دهنده برندگان جوایز ای‌وی‌ان در چندین بخش اصلی طی سال‌های گذشته است:

## از ۱۹۸۴ تا ۱۹۸۹
|                            | ۱۹۸۴                           | ۱۹۸۵                                       | ۱۹۸۶                            | ۱۹۸۷                                | ۱۹۸۸                                       | ۱۹۸۹                                     |
| بهترین ستاره جدید          | راشل اشلی                      | جینجر آلن                                  | آنجل                            | باربارا دار                         | سامانتا استرانگ                            | آجا                                      |
| بهترین بازیگر زن (f)       | شارون میچل – Sexcapades        | پاملا من – X Factor                        | شری سنت کلیر – Corporate Assets | کالین برنن – Getting Personal       | کریستا لین – Deep Throat II                | اونا زی – Portrait of an Affair          |
| بهترین بازیگر زن (v)       |                                |                                            | جینجر آلن – Project Ginger      | نینا هارتلی – Debbie Duz Dishes     | شانا مک‌کالو – Hands Off                    | باربارا دار – Naked Stranger             |
| بهترین بازیگر مرد (f)      | ریچارد پاجکو – Irresistible    | اریک ادواردز – X Factor                    | هری ریمز – Trashy Lady          | میک هورنر – Sexually Altered States | جان لسلی – Firestorm II                    | رابرت بالک – Portrait of an Affair       |
| بهترین بازیگر مرد (v)      |                                |                                            | اریک ادواردز – Dangerous Stuff  | باک آدامز – Rockey X                | رابرت بالک – Romeo and Juliet              | جان مارتین –Case of the Sensuous Sinners |
| بهترین بازیگر مکمل زن (f)  | تیفانی کلارک – Hot Dreams      | لیسا ده لیو – Dixie Ray, Hollywood Star    | لیسا ده لیو – Raw Talent        | کالین برنن – Star Angel             | تیش آمبروز – Firestorm II                  | نینا هارتلی – Portrait of an Affair      |
| بهترین بازیگر مکمل زن (v)  |                                |                                            |                                 |                                     |                                            | ژاکلین لورن – Beauty & the Beast         |
| بهترین بازیگر مکمل مرد (f) | ریچارد پاجکو – Nothing to Hide | جان لسلی – Firestorm                       | رونالد جرمی – Candy Stripers II | جوی سیلورا – She's So Fine          | مایکل گانت – Firestorm II                  | جیمی گیلیس – Pretty Peaches II           |
| بهترین بازیگر مکمل مرد (v) |                                |                                            |                                 |                                     |                                            | ریچارد پاجکو – Sensual Escape            |
| بهترین اجرای غیرسکس        |                                |                                            |                                 |                                     |                                            | ژوزه دوال – Pillowman                    |
| بهترین کارگردان (f)        | سیسیل هوارد – Scoundrels       | آنتونی اسپینلی – Dixie Ray, Hollywood Star | سیسیل هاوارد – Snake Eyes       | سیسیل هاوارد – Star Angel           | ریچارد پاجکو – Careful, He May be Watching | الکس ده رنزی – Pretty Peaches 2          |
| بهترین کارگردان (v)        |                                | هنری ریچارد – Long Hard Nights             | پاول واتلی – Erotic Zones II    | جروم تنر – Club Exotica             | هنری ریچارد – Talk Dirty to Me, Part V     | جان لسلی – Catwoman                      |
| بهترین فیلمبرداری          | کن گیب – All American Girls    | فرد آندیس – Dixie Ray, Hollywood Star      | لری رِوین – Raw Talent           | سندی بیچ – Star Angel               | الروی برندی – Firestorm II                 | آقای اد – Miami Spice II                 |
| بهترین ویدیو تمام‌سکس       | C.T. (Coed Teasers)            | Unthinkable                                | Ball Busters                    | Wild Things                         | Baby Face II                               | Angel Puss                               |
| اجاره‌شده‌ترین عنوان سال     |                                |                                            |                                 |                                     | Traci, I Love You                          | The Devil in Mr. Holmes                  |
| پرفروش‌ترین عنوان سال       |                                |                                            |                                 |                                     | Traci, I Love You                          | Miami Spice II                           |
| بهترین فیلم                | Scoundrels                     | Talk Dirty To Me Part III                  | Raw Talent                      | Devil In Miss Jones ۳               | Careful, He May Be Watching                | Pretty Peaches 2                         |
| بهترین ویدیو بلند          | Blue Voodoo                    | Long Hard Nights                           | Dangerous Stuff                 | Blame It on Ginger                  | رومئو و ژولیت                              | The Catwoman                             |
| بهترین فیلم خارجی بلند     | Grand Ecstasy                  | The Arrangement                            | Programmed For Pleasure         | The Comeback of Marilyn             | Forbidden Pleasures                        | The Devil in Mr. Holmes                  |

## از ۱۹۹۰ تا ۱۹۹۴
|                                | ۱۹۹۰                                                | ۱۹۹۱                                               | ۱۹۹۲                                                | ۱۹۹۳                                                          | ۱۹۹۴                                                                              |
| بهترین ستاره جدید              | ویکتوریا پاریس و توری ولز (مساوی)                   | جنیفر استوارت                                      | ساوانا                                              | الکس جردن                                                     | شیلا لاوو                                                                         |
| بازیگر زن سال                  |                                                     |                                                    |                                                     | اشلین گر                                                      | دبی دیاموند                                                                       |
| بازیگر مرد سال                 |                                                     |                                                    |                                                     | روکو سیفردی                                                   | جاناتان مورگان                                                                    |
| بهترین بازیگر زن (f)           | (جایزه‌ای اهدا نشد)                                  | هیاپاتیا لی – The Masseuse                         | جینا فاین – Hothouse Rose                           | اشلین گر – Chameleons                                         | رکسان بلیز – Justine                                                              |
| بهترین بازیگر زن (v)           | شارون کین – Bodies in Heat – The Sequel             | لوران برایس – Married Women                        | اونا زی – The Starlet                               | اشلین گر – Two Women                                          | لینا – Blinded by Love                                                            |
| بهترین بازیگر مرد (f)          | (جایزه‌ای اهدا نشد)                                  | رندی اسپرز – The Masseuse                          | باک آدامز – Roxy                                    | میک هورنر – The Seduction of Mary                             | میک هورنر – Justine                                                               |
| بهترین بازیگر مرد (v)          | جان مارتین – Cool Sheets                            | اریک ادواردز – The Last X-Rated Movie              | تام بیرون – Sizzle                                  | جوی سیلورا – The Party                                        | جاناتان مورگان – The Creasemaster                                                 |
| بهترین بازیگر مکمل زن (f)      | (جایزه‌ای اهدا نشد)                                  | دیدرا هالند – Veil                                 | بریت مورگان – On Trial                              | اونا زی – The Secret Garden 1 & 2                             | تیانا – Justine                                                                   |
| بهترین بازیگر مکمل زن (v)      | وایپر – Mystery of the Golden Lotus                 | نینا هارتلی – The Last X-Rated Movie               | سلنا استیل – Sirens                                 | ملانی مور – The Party                                         | پورشه لین – Servin' It Up                                                         |
| بهترین بازیگر مکمل مرد (f)     |                                                     | جان مارتین – Pretty Peaches 3                      | جو دو – Brandy and Alexander                        | جوی سیلورا – Face Dance, Parts I & II                         | استیو دریک – Whispered Lies                                                       |
| بهترین بازیگر مرد نقش مکمل (v) | ریک سوج – Bedman and Throbbin                       | رونالد جرمی – Playin' Dirty                        | میک هورنر – Bite                                    | تونی تادشی – Smeers                                           | رندی اسپرز – Haunted Nights                                                       |
| بهترین اجرای غیرسکس            | نیک رندوم – True Love                               | ژوزه دووال – Oh, What a Night                      | کارل اسر – On Trial                                 | جی‌.بی. – Dirty Little Mind of Martin Fink                     | جاناتان مورگان – Haunted Nights                                                   |
| بهترین اجرای طنز               | تریسی آدامز – Adventures of Buttman                 | شانتل – Bend Over Babes                            | تیانا – Indian Summer, Parts 1 & 2                  | راکول داریان – Bonnie and Clyde                               | تیانا – Justine                                                                   |
| بهترین کارگردان (f)            | هنری ریچارد – The Nicole Stanton Story, Parts 1 & 2 | اندرو بلیک – House of Dreams                       | جان استاگلیانو – Wild Goose Chase                   | جان استاگلیانو – Face Dance, Parts I & II                     | پل توماس – Justine                                                                |
| بهترین کارگردان (v)            | ژان-پیر فراند and پیتر دیوی – Voodoo Lust           | پل توماس – Beauty & the Beast 2                    | اسکاتی فاکس – The Cockateer                         | (مساوی) الکس ده رنزی – Two Women و آنتونی اسپینلی – The Party | جیم انرایت – Haunted Nights                                                       |
| بهترین صحنهٔ سکس تمام‌دختر (f)   |                                                     |                                                    |                                                     | Chameleons – اشلین گر و دیدرا هالند                           | Hidden Obsessions – جنین لیندمولدر و جولیا ان                                     |
| بهترین صحنهٔ سکس تمام‌دختر (v)   | True Love – باربارا در و آوریل وست                  | The New Barbarians – ویکتوریا پاریس و سابرینا داون | American Buttman in London – میستی مک‌کین و کری جونز | (جایزه‌ای اهدا نشد)                                            | Buttslammers 2 – د فلش‌لایت اورجی (سلست، فلیشا، لیا بارن، سیدنی سینت جیمز و تیانا) |
| بهترین فیلمبرداری              | Night Trips – اندرو بلیک                            | House of Dreams – اندرو بلیک                       | Wild Goose Chase – جان استاگلیانو                   | Face Dance, Parts I & II – جان استاگلیانو                     | Hidden Obsession – اندرو بلیک                                                     |
| بهترین ویدیو تمام‌سکس           | Hello Molly                                         | Buttman's Ultimate Workout                         | Buttman's Ultimate Workout                          | Realities 2                                                   | The Bottom Dweller                                                                |
| بهترین فیلم بلند تمام‌دختر      | Where the Boys Aren't                               | Ghost Lusters                                      | Buttwoman                                           | Kittens III                                                   | Buttslammers                                                                      |
| اجاره‌شده‌ترین عنوان سال         | The Nicole Stanton Story                            | Pretty Peaches 3                                   | The Masseuse                                        | Chameleons                                                    | New Wave Hookers 3                                                                |
| پرفروش‌ترین عنوان سال           | The Nicole Stanton Story                            | خانهٔ رؤیاها                                        | New Wave Hookers 2                                  | Chameleons                                                    | Hidden Obsessions                                                                 |
| بهترین فیلم                    | Night Trips                                         | House of Dreams                                    | (Tie) On Trial and Wild Goose Chase                 | Face Dance, Parts 1 & 2                                       | Justine                                                                           |
| بهترین ویدیو بلند              | Mad Love                                            | Beauty and the Beast                               | Curse of the Catwoman                               | The Party                                                     | Haunted Nights                                                                    |
| بهترین فیلم خارجی بلند         | (جایزه‌ای اهدا نشد)                                  | (جایزه‌ای اهدا نشد)                                 | (جایزه‌ای اهدا نشد)                                  | (جایزه‌ای اهدا نشد)                                            | Private Video Magazine                                                            |

|                                                         | ۱۹۹۰                                     | ۱۹۹۱                                          | ۱۹۹۲                                        | ۱۹۹۳                                  | ۱۹۹۴                                     |
| بهترین تازه‌کار – ویدیو همجنس‌گرا                         | رایان ییگز                               | جیسون راس                                     | دنی سامرز                                   | بی.جی. اسلیتر                         | زاک اسپیرز                               |
| بهترین ویدیو دوجنس‌گرا                                   | Bi and Beyond III                        | The Last Good Bi                              | Innocence Found                             | Down Bi Law                           | Valley of the Bi Dolls                   |
| بهترین ویدیو همجنس‌گرا                                   | Undercover                               | More of a Man                                 | Jumper                                      | Kiss-Off                              | Abduction 2 & 3                          |
| بهترین بازیگر – ویدیو همجنس‌گرا                          | تیم لو – Fratrimony                      | جوی استفانو – More of a Man, All Worlds Video | رایان ییگر – Jumper                         | مایکل براون – Kiss-Off                | جانی ری – Romeo and Julian               |
| بهترین بازیگر مکمل – ویدیو همجنس‌گرا                     |                                          | رایان ییگر – Stranded                         | جیسون راس – One Night Stands                | وس دنیلز – Songs in the Key of Sex    | زاک اسپیرز – Total Corruption            |
| بهترین کارگردان – ویدیو دوجنس‌گرا                        | پاول نورمن – Bi and Beyond III           | پاول نورمن – Bi and Beyond IV                 | پاول نورمن – Innocence Found                | جاش الیوت – Down Bi Law               | جاش الیوت – Valley of the Bi Dolls       |
| بهترین کارگردان – ویدیو همجنس‌گرا                        | جان ترویس – Undercover                   | چی چی لاریو – The Rise                        | جین-دنیل کادینوت – The Traveling Journeyman | چی چی لاریو – Songs in the Key of Sex | سم عبدول – Romeo and Julian              |
| بهترین فیلمنامه – ویدیو همجنس‌گرا                        |                                          | جری داگلاس – More of a Man                    | جیم استیل – Prince Charming                 | استن میشل – Songs in the Key of Sex   | جری داگلاس – Honorable Discharge         |
| بهترین صحنهٔ سکس – ویدیو همجنس‌گرا                        | Heat in the Night – لان فلکس و بیل مارلو | The Rise – رایان ییگر و اسکات باند            | Fetish – رایان ییگر و جیسون راس             | Scorcher – اریک هوستون و کریس استون   | Romeo and Julian – جانی ری و گرنت لارسون |
| بهترین اجرای غیرجنسی – ویدیو دوجنس‌گرا، همجنس‌گرا یا ترنس |                                          | چی چی لاریو – More of a Man                   | شارون کین – Majestic Knight                 | کنث ویرهاوزر – Kiss-Off               | جینو کالبرت – Honorable Discharge        |
| بهترین ویدیو آلترناتيو همجنس‌گرا                         |                                          |                                               |                                             |                                       | Chi Chi LaRue’s Hardbody Video Magazine  |
| بهترین ویدیو تک‌نفره همجنس‌گرا                            |                                          | Straight to Bed                               | Men Who Work It Alone                       | The Beat Cop                          | Pumping Fever                            |
| بهترین محصول ویژهٔ همجنس‌گرا                              |                                          |                                               |                                             |                                       | Male Genital Massage                     |
| بهترین فیلمبرداری – ویدیو همجنس‌گرا                      |                                          | جان ترنل – Idol Eyes                          | مارک توماس – Fetish                         | الاری استگ – Disconnected             | تاد مانت‌گامری – Abduction 2 & 3          |
| بهترین فیلم آلترناتيو بلند بزرگسال                      |                                          |                                               |                                             |                                       | Beach Babes from Beyond                  |

## از ۲۰۰۰ تا ۲۰۰۴
|                              | ۲۰۰۰                                               | ۲۰۰۱                                       | ۲۰۰۲                                                              | ۲۰۰۳                                                              | ۲۰۰۴ |
| ---------------------------- | -------------------------------------------------- | ------------------------------------------ | ----------------------------------------------------------------- | ----------------------------------------------------------------- | --- |
| بهترین ستاره جدید            | بریجت کرکوو                                        | ترا پاتریک                                 | نونیم جین                                                         | جنا هیز                                                           | استورمی دنیلز |
| بازیگر زن سال                | ایناری واکس                                        | جوئل دنایل                                 | نیکیتا دنیز                                                       | ارورا اسنو                                                        | اشلی بلو |
| بازیگر مرد سال               | لکسینگتون استیل                                    | ایوان استون                                | لکسینگتون استیل                                                   | لکسینگتون استیل                                                   | مایکل استفانو |
| بهترین بازیگر مرد تازه‌کار    |                                                    |                                            |                                                                   | نیک مانینگ                                                        | بن انگلیش |
| بهترین بازیگر زن (f)         | کلوئی – Chloe                                      | تیلور هیز و رایلن (مساوی)                  | جینجر لین – Taken                                                 | تیلور سنت کلر – Fashionistas                                      | ساوانا سامسون – Looking In                                                                                            |
| بهترین بازیگر زن (v)         | سرنتی – Double Feature!                            | سرنتی – M Caught in the Act                | سیدنی استیل – Euphoria                                            | دوین لین – Breathless                                             | جولیا ان – Beautiful                                                                                                  |
| بهترین بازیگر مرد (f)        | جیمز بان – Chloe                                   | ایوان استون – Adrenaline                   | آنتونی کرین – Beast                                               | برد آرمسترانگ – Falling From Grace                                | رندی اسپرز – Heart of Darkness                                                                                        |
| بهترین بازیگر مرد (v)        | رندی اسپرز – Double Feature!                       | جوئل لارنس – Raw                           | میک هورنر – Euphoria                                              | دیل دابون – Betrayed By Beauty                                    | ایوان استون – Space Nuts                                                                                              |
| بهترین بازیگر مکمل زن (f)    | جنین لیندمولدر – Seven Deadly Sins                 | کلوئی – True Blue                          | جولی میدووز – Fade To Black                                       | بلادونا – The Fashionistas                                        | درو بری‌مور – Heart of Darkness                                                                                        |
| بهترین بازیگر مکمل زن (v)    | شانا مک‌کالو – Double Feature!                      | میدوری – West Side                         | اوا وینسنت – Succubus                                             | سیدنی استیل – Breathless                                          | دروک بلنتاین – Rawhide                                                                                                |
| بهترین بازیگر مکمل مرد (f)   | مایکل جی کاکس – Seven Deadly Sins                  | رندی اسپرز – Watchers                      | هرشل ساویج – Taken                                                | مستر مارکوس – Paradise Lost                                       | استیون سنت. کرویکس – Looking In                                                                                       |
| بهترین بازیگر مکمل مرد (v)   | تام بیرون – LA 399                                 | وایلد اسکار – West Side                    | میک هورنر – Wild Thing                                            | رندی اسپرز – Hercules                                             | رندی اسپرز – Space Nuts                                                                                               |
| بهتریت اجرای غیرسکس          | آنتونی کرین – Double Feature!                      | راب اسپالون – The Sopornos                 | پل توماس – Fade To Black                                          | تینا تایلر – The Ozporns                                          | آلن رنه – Opera |
| بهترین اجرای طنز             | دالیا گری – Playthings                             | جسیکا دریک – Shayla's Web                  | ترا پاتریک – Island Fever                                         | بلادونا – The Fashionistas                                        | کاتالین واد – Crack Her Jack                                                                                          |
| بهترین کارگردان (f)          | رن ساوانت – Seven Deadly Sins                      | جیمز اوالون – Les Vampyres                 | پل توماس – Fade To Black                                          | جان استاگلیانو – The Fashionistas                                 | پل توماس – Heart of Darkness                                                                                          |
| بهترین کارگردان (v)          | جاناتان مورگان – Double Feature!                   | نیک اندروز – Dark Angels                   | برد آرمسترانگ – Euphoria                                          | (مساوی) مایکل ریون – Breathless و روکو سیفردی – The Ass Collector | مایکل ریون – Beautiful                                                                                                |
| بهترین کارگردان خارجی        | آنیتا رینالدی – Return To Planet Sexxx             | تانیا هاید – Hell, Whores and High Heels   | کووی – The Splendor of Hell                                       | آنتونی آدامو – Private Gladiator                                  | گزمن – The Scottish Loveknot                                                                                          |
| بهترین صحنهٔ سکس تمام‌دختر (f) | Seven Deadly Sins – جنین لیندمولدر و جولیا ان      | Les Vampyres – اوا وینسنت و سایرن          | Bad Wives 2 – گروه سلول زندان                                     | The Fashionistas – بلادونا و تیلور سنت کلر                        | Snakeskin – درو بری‌مور و تیانا کای                                                                                    |
| بهترین صحنهٔ سکس تمام‌دختر (v) | Tampa Tushy Fest – آلیشا کلس و کلوئی               | Dark Angels – سیدنی استیل و جوئل دنایل     | Where The Girls Sweat 5 – کلوئی،تیلور سنت کلر، سیندی کاکس و فلیشا | I Dream of Jenna – آتمن، نیکیتا دنیز و جنا جیمسون                 | The Violation of Jessica Darlin – جسیکا دارلین، برندی لیونز، لانا مور، هالی استیونز، فلیک شگول، اشلی بلو و کریستال ری |
| خشن‌ترین صحنه سکس (v)         | Perverted Stories 22 – میلا، هرشل سوج و دیو هاردمن | In Days of Whore – تایس بانه و بریجت کرکوو | Perverted Stories 31 – کریستن کین، هرشل سوج و رِیو                 | Autumn Haze vs. Son of Dong – آتمن هیز                            | Perverted Stories, The Movie – جولی نایت، مگی استار و آقای پیت                                                        |
| بهترین فیلمبرداری            | Search for the Snow Leopard – جانی انگلیش          | Jake Jacobs & Ralph Parfait                | Blond & Brunettes – اندرو بلیک                                    | The Villa – اندرو بلیک                                            | Hard Edge – اندرو بلیک                                                                                                |
| بهترین فیلم تمام‌سکس          | Playthings                                         | Erotica                                    | Porno Vision                                                      | (جایزه‌ای اهدا نشد)                                                | Hard Edge |
| بهترین ویدیو تمام‌سکس         | The Voyeur 12                                      | Buttwoman vs. Buttwoman                    | Buttwoman Iz Bella                                                | Bring 'Um Young 9                                                 | Fetish: The Dreamscape                                                                                                |
| بهترین فیلم بلند تمام‌دختر    | The Four Finger Club 2                             | Hard Love/How to Fuck in High Heels        | The Violation of Kate Frost                                       | The Violation of Aurora Snow                                      | Babes Illustrated 13                                                                                                  |
| بهترین محصول کلاسیک          | شیطان در خانم جونز                                 | Chameleons                                 | درز میستی بتهوون                                                  | Pretty Peaches 2                                                  | سیری‌ناپذیر |
| اجاره‌شده‌ترین عنوان سال       | شیطان در خانم جونز                                 | Dream Quest                                | Island Fever                                                      | بریانا بنکس، جنا جیمسون را دوست دارد                              | The Fashionistas |
| پرفروش‌ترین عنوان سال         | The Houston 620                                    | Dream Quest                                | Snoop Dogg's Doggystyle                                           | بریانا بنکس، جنا جیمسون را دوست دارد                              | Hustlaz: Diary of a Pimp                                                                                              |
| بهترین فیلم                  | Seven Deadly Sins                                  | Watchers                                   | Fade to Black                                                     | The Fashionistas                                                  | Heart of Darkness |
| بهترین کمدی سکسی             | Double Feature!                                    | M Caught In the Act                        | Cap'n Mongo's Porno Playhouse                                     | Kung-Fu Girls                                                     | Space Nuts |
| بهترین فیلم بلند خارجی       | Amanda's Diary 2                                   | Rocco: Animal Trainer 3                    | Christoph's Beautiful Girls                                       | Private Gladiator                                                 | The Scottish Loveknot                                                                                                 |
| بهترین ویدیو بلند            | Dark Garden                                        | Dark Angels                                | Euphoria                                                          | The Ass Collector                                                 | (مساوی) Rawhide and Beautiful                                                                                         |
| بهترین دی‌وی‌دی                | Cashmere                                           | Raw                                        | Unreal                                                            | Euphoria                                                          | The Fashionistas |
| بهترین تولید با کیفیت بالا   |                                                    |                                            |                                                                   |                                                                   | Rawhide |

## از ۲۰۰۵ تا ۲۰۰۹
|                              | ۲۰۰۵                                                                                                | ۲۰۰۶                                                     | ۲۰۰۷                                                         | ۲۰۰۸                                                                         | ۲۰۰۹ |
| ---------------------------- | --------------------------------------------------------------------------------------------------- | -------------------------------------------------------- | ------------------------------------------------------------ | ---------------------------------------------------------------------------- | --- |
| بهترین ستاره جدید            | سیتریا                                                                                              | مک‌کنزی لی                                                | نائومی راسل                                                  | بری السن                                                                     | استویا |
| بازیگر زن سال                | لورن فونیکس                                                                                         | آدری هالندر                                              | هیلاری اسکات                                                 | ساشا گری                                                                     | جنا هیز |
| بازیگر مرد سال               | مانوئل فررا                                                                                         | مانوئل فررا                                              | تامی گان                                                     | ایوان استون                                                                  | جیمز دین |
| بهترین بازیگر مرد تازه‌کار    | تامی گان                                                                                            | اسکات نیلز                                               | تامی پیستول                                                  | الن استف‌فورد                                                                 | آنتونی روزانو |
| ستارهٔ دیده‌نشده سال           | |                                                          | میکا تن                                                      | جیانا مایکلز                                                                 | امبر رین |
| بهترین بازیگر زن (f)         | جنا جیمسون – ماسیس                                                                                  | ساوانا سامسون – شیطان در خانم جونز                       | جسیکا دریک – Manhunters                                      | جنیفر کچم – Layout                                                           | |
| بهترین بازیگر زن (v)         | جسیکا دریک – Fluff and Fold                                                                         | جنین لیندمولدر – دزدان دریایی (فیلم ۲۰۰۵)                | هیلاری اسکات – Corruption                                    | ایوا آنجلینا – Upload                                                        | جسیکا دریک – Fallen |
| بهترین بازیگر مرد (f)        | جی گردینا – ماسیس                                                                                   | رندی اسپرز – Eternity                                    | رندی اسپرز – Manhunters                                      | تام بیرون – Layout                                                           | |
| بهترین بازیگر مرد (v)        | برت بلید – Loaded                                                                                   | ایوان استون – Pirates                                    | ایوان استون – Sex Pix                                        | برد آرمسترانگ – Coming Home                                                  | ایوان استون – دزدان دریایی ۲: انتقام استاگنتی                                                                                  |
| بهترین بازیگر مکمل زن (f)    | لزلی زن – Bare Stage                                                                                | جنا جیمسون – The New Devil in Miss Jones                 | کریستن پرایس – Manhunters                                    | کایلی آیرلند – Layout                                                        | |
| بهترین بازیگر مکمل زن (v)    | اشلی بلو – Adore                                                                                    | استورمی دنیلز – Camp Cuddly Pines Powertool Massacre     | کاتسونی – Fashionistas Safado: The Challenge                 | هیلاری اسکات – Upload                                                        | بلادونا – دزدان دریایی ۲: انتقام استاگنتی                                                                                      |
| بهترین بازیگر مکمل مرد (f)   | راد فونتانا – The 8th Sin                                                                           | رندی اسپرز – Dark Side                                   | کرت لاکوود – To Die For                                      | رندی اسپرز – Flasher                                                         | |
| بهترین بازیگر مکمل مرد (v)   | رندی اسپرز – Fluff and Fold                                                                         | تامی گان – Pirates                                       | مانوئل فررا – She Bangs                                      | برت بلید – Coming Home                                                       | بن انگلیش – دزدان دریایی ۲: انتقام استاگنتی                                                                                    |
| بهترین کارگردان (f)          | پل توماس – ماسیس                                                                                    | پل توماس – The New Devil in Miss Jones                   | برد آرمسترانگ – Manhunters                                   | پل توماس – Layout                                                            | |
| بهترین کارگردان (v)          | دیوید استنلی – Pretty Girl                                                                          | جون – Pirates                                            | ایلای کراس – Corruption                                      | جان استاگلیانو – Fashionistas Safado: Berlin                                 | جون – دزدان دریایی ۲: انتقام استاگنتی (بلند)؛ Eli Cross – Icon (غیربلند)                                                       |
| بهترین کارگردان خارجی        | نارسیس بوش – Hot Rats                                                                               | روکو سیفردی – Who Fucked Rocco?                          | پی‌یر وودمن – Sex City                                        | الساندرو دل مار – Dangerous Sex                                              | خوان کارلوس و ژسوس ویلالوبوس – Jason Colt: Mystery of the Sexy Diamonds (بلند)؛ Christoph Clark – Nasty Intentions 2 (غیربلند) |
| بهترین صحنهٔ سکس تمام‌دختر (f) | ماسیس – جنا جیمسون و ساوانا سامسون                                                                  | The New Devil in Miss Jones – جنا جیمسون و ساوانا سامسون | FUCK – کلارا جی, فلیشا، جسیکا دریک و کاتسونی                 | Sex & Violins – فیث لیون، مانیک الکساندر و استفانی مورگان                    | |
| بهترین صحنهٔ سکس تمام‌دختر (v) | The Violation of Audrey Hollander – اشلی بلو، آدری هالندر، برودی، جیا پالوما، کلی کلاین و تایلا وین | Pirates – جنین و جسی جین                                 | Island Fever 4 – جانا کوا, جسی جین، سوفیا سانتی و تیگن پرسلی | Babysitters – الکترا بلو، آنجی سوج, تایلر لکسی، سمیه رودز و سوفیا سانتی      | |
| خشن‌ترین صحنه سکس (v)         | درز میستی بتهوون – کلوئی، آوا وینسنت و رندی اسپیرز                                                  | Re-Penetrator – جوآنا آنجل                               | Girlvert 11 – امبر وایلد، استیو فرنچ و اشلی بلو              | Ass Blasting Felching Anal Whores – سیندی کراو-فورد, ریک مسترز و آدری هالندر | Night of the Giving Head – نیکی رودز، الن استف‌فورد، کریس جانسون، کلیر دیمز، جک وگاس و سامانتا سین                              |
| بهترین فیلمبرداری            | Flirts – اندرو بلیک                                                                                 | The New Devil in Miss Jones – رالف پارفیت                | FUCK – فرانسوا کلوسات                                        | Fashion Underground                                                          | Paid Companions |
| بهترین تولید با کیفیت بالا   | |                                                          |                                                              | Broken                                                                       | Icon |
| بهترین فیلم تمام‌سکس          | Stuntgirl                                                                                           | Squealer                                                 | (مساوی) Blacklight Beauties و Neu Wave Hookers               | G for Gianna                                                                 | Alexis Texas is Buttwoman |
| بهترین فیلم بلند تمام‌دختر    | The Connasseur                                                                                      | Belladonna's Fucking Girls                               | Belladonna: No Warning                                       | Girlvana 3                                                                   | Girlvana 4 |
| بهترین محصول میلف            | |                                                          |                                                              | It’s a Mommy Thing                                                           | The Cougar Club |
| بهترین محصول کلاسیک          | گلوی عمیق                                                                                           | جینجر لین                                                | Neon Nights                                                  | دبی به دالاس می‌رود                                                           | Zazel: The Scent of Love |
| اجاره‌شده‌ترین عنوان سال       | ۱ شب در پاریس                                                                                       | ماسیس                                                    | دزدان دریایی (فیلم ۲۰۰۵)                                     | دبی به دالاس می‌رود...دوباره                                                  | Cheerleaders |
| پرفروش‌ترین عنوان سال         | ۱ شب در پاریس                                                                                       | ۱ شب در چین                                              | دزدان دریایی (فیلم ۲۰۰۵)                                     | دزدان دریایی (فیلم ۲۰۰۵)                                                     | Cheerleaders |
| بهترین فیلم                  | ماسیس                                                                                               | The New Devil in Miss Jones                              | Manhunters                                                   | Layout                                                                       | Cry Wolf |
| بهترین کمدی سکسی             | Misty Beethoven: The Musical                                                                        | Camp Cuddly Pines Powertool Massacre                     | Joanna's Angels 2                                            | Operation Desert Stormy                                                      | Not Bewitched XXX |
| بهترین فیلم بلند خارجی       | Hot Rats                                                                                            | Robinson Crusoe on Sin Island                            | Porn Wars: Episode 1                                         | Furious Fuckers: Final Race                                                  | Jason Colt: The Mystery of the Sexy Diamonds                                                                                   |
| بهترین ویدیو بلند            | Bella Loves Jenna                                                                                   | Pirates                                                  | Corruption                                                   | Upload                                                                       | دزدان دریایی ۲: انتقام استاگنتی                                                                                                |
| بهترین دی‌وی‌دی                | Fetish Circus                                                                                       | Pirates                                                  |                                                              |                                                                              | |
| بهترین تولید با کیفیت بالا   | Island Fever 3                                                                                      | Pirates                                                  | Fashionistas Safado                                          | Fashionistas Safado: Berlin                                                  | دزدان دریایی ۲: انتقام استاگنتی                                                                                                |

^ این بخش که در سال ۲۰۰۷ معرفی شد، در ابتدا "ستارهٔ دست‌کم‌گرفته‌شده سال" نام داشت. پس از آن اما به "ستارهٔ دیده‌نشده سال" تغییر نام یافت.

## از ۲۰۱۰ تا ۲۰۱۴
|                                  | ۲۰۱۰                                                                                 | ۲۰۱۱ | ۲۰۱۲                                                                                  | ۲۰۱۳                                                                          | ۲۰۱۴                                                              |
| -------------------------------- | ------------------------------------------------------------------------------------ | --- | ------------------------------------------------------------------------------------- | ----------------------------------------------------------------------------- | ----------------------------------------------------------------- |
| بهترین ستاره جدید                | کاگنی لین کارتر                                                                      | گریسی گِلَم | بروکلین لی                                                                            | رمی لاکرویکس                                                                  | میا مالکووا                                                       |
| بازیگر زن سال                    | توری بلک                                                                             | توری بلک | بابی استار                                                                            | آسا آکیرا                                                                     | بانی راتن                                                         |
| بازیگر مرد سال                   | مانوئل فررا                                                                          | ایوان استون | مانوئل فررا                                                                           | جیمز دین                                                                      | مانوئل فررا                                                       |
| بهترین بازیگر مرد تازه‌کار        | دِین کراس                                                                             | سث گمبل | زاندر کورووس                                                                          | لوگان پیرس                                                                    | آیک دیزل                                                          |
| ستارهٔ دیده‌نشده سال               | شاونا لنی                                                                            | چارلی چِیس | بریجت بی                                                                              | برندی انیستون                                                                 | پرسلی هارت                                                        |
| بهترین بازیگر زن                 | کیمبرلی کین – The Sex Files: A Dark XXX Parody                                       | اندی سن دیماس – This Ain't Glee XXX & ایندیا سامر – An Open Invitation: A Real Swinger's Party in San Francisco | جسی اندروز – پرتره یک فاحشه تلفنی                                                     | لی‌لی کارتر – Wasteland                                                        | رمی لاکُوا – The Temptation of Eve (New Sensations Erotic Stories) |
| بهترین بازیگر مرد                | اریک سوییس – Not Married With Children XXX                                           | تام بیرون – The Big Lebowski: A XXX Parody                                                                      | دیل دابون – Elvis XXX: A Porn Parody                                                  | استیون سنت. کرویکس – Torn                                                     | تامی پیستول – Evil Head                                           |
| بهترین بازیگر زن مکمل            | جنیفر کچم – گلوی عمیق                                                                | لکسی بل – Batman XXX: A Porn Parody                                                                             | جسی جین – Fighters                                                                    | کاپری اندرسون – Pee-Wee’s XXX Adventure: A Porn Parody                        | برندی انیستون – Not The Wizard of Oz XXX                          |
| بهترین بازیگر مرد مکمل           | تام بایرون – گلوی عمیق                                                               | Evan Stone – Batman XXX: A Porn Parody                                                                          | زاندر کورووس – Star Trek: The Next Generation - A XXX Parody                          | تام بایرون – Star Wars XXX: A Porn Parody                                     | زَندر کوروِسCorvus – Underworld                                     |
| بازیگر زن خارجی سال              | آلتا اوشن                                                                            | آنجل دارک | السکا دایامند                                                                         | السکا دایامند                                                                 | آنیسا کیت                                                         |
| بازیگر مرد خارجی سال             | تونی ریباس                                                                           | روکو سیفردی | روکو سیفردی                                                                           | روکو سیفردی                                                                   | روکو سیفردی                                                       |
| کارگردان سال                     |                                                                                      | اکسل براون | اکسل براون                                                                            | اکسل براون                                                                    | اکسل براون                                                        |
| بهترین کارگردانی فیلم بلند       | دیوید آرون کلارک – Pure                                                              | برد آرمسترانگ – Speed                                                                                           | گراهام ترویس – Portrait of a Call Girl                                                | گراهام ترویس – Wasteland                                                      | برد آرمسترانگ – Underworld                                        |
| بهترین کارگردانی فیلم بلند خارجی | مویر کندی (لویی مویر/مکس کندی) – Ritual و پاول چاپلین – Black Beauty: Escape to Eden | پاول چاپلین – Department S, Mission One: City of Broken Angels                                                  | اتور بوشی – Mission Asspossible                                                       | مکس کندی – Inglorious Bitches                                                 | مگس کندی ک مایکل نین – The Ingenuous                              |
| بهترین صحنه دختر/پسر             | ایمی رید، رالف لانگ – 30 Rock: A XXX Parody                                          | کریستینا رز، فررا – Kristina Rose Is Slutwoman                                                                  | مانوئل فررا، لکسی بل – The Bombshells 3                                               | ناچو ویدال، الکسیس فورد – Darkside                                            | رایلی رید و ماندینگو – Mandingo Massacre                          |
| بهترین صحنه سکس زوج‌های تمام‌دختر  | توری بلک، لکسی بل – Field of Schemes 5                                               | جنا هیز، مونیک الکساندر – Meow!                                                                                 |                                                                                       | بروکلین لی، راث مدینا، سامانتا بنتلی – Brooklyn Lee: Nymphomaniac             |                                                                   |
| خشن‌ترین صحنه سکس                 | بابی استار در "Go Fuck Yourself" از Belladonna: No Warning 4                         | آدریانا نیکول، ایمی بروک، الی هیز در "Enema Boot Camp" from Belladonna: Fetish Fanatic 8                        | بروکلین لی، جوئلز ونتورا در "Suck My Sack With a Straw" از American Cocksucking Sluts | بروکلین لی، روکو سیفردی در "Clothespin-Head" from Voracious: The First Season |                                                                   |
| بازیگر میلف سال                  | جولیا ان                                                                             | جولیا ان | ایندیا سامر                                                                           | جولیا ان                                                                      | ایندیا سامر                                                       |
| بهترین محصول تمام‌دختر            | Evil Pink 4                                                                          | Meow! | Cherry 2                                                                              | Dani                                                                          | Meow! ۳                                                           |
| بهترین محصول میلف                | It's a Mommy Thing! ۴                                                                | Dirty Rotten Mother Fuckers 4                                                                                   | Seasoned Players                                                                      | It’s a Mommy Thing! ۶                                                         | MILF Revolution – لیسا ان و جولس جوردن                            |
| بهترین فیلم بلند خارجی           | Billionaire – Pure Play Media                                                        | Alice: A Fairy Love Tale                                                                                        | Mission Asspossible                                                                   | Ass Trapped Undercover                                                        | The Ingenuous                                                     |
| بهترین کمدی سکسی                 | Flight Attendants                                                                    | Couples Camp | Grindhouse XXX                                                                        | Nurses 2                                                                      | Band Sluts                                                        |

## از ۲۰۱۵ تا ۲۰۱۹
|                                  | ۲۰۱۵                                                                                                | ۲۰۱۶                                                                      | ۲۰۱۷ | ۲۰۱۸ | ۲۰۱۹                                                                                              |
| -------------------------------- | --------------------------------------------------------------------------------------------------- | ------------------------------------------------------------------------- | --- | --- | ------------------------------------------------------------------------------------------------- |
| بهترین ستاره جدید                | کارتر کروز                                                                                          | آبلا دنجر                                                                 | هولی هندریکس | جیل کسیدی | آیوی ولف                                                                                          |
| بازیگر زن سال                    | آنیکا آلبرایت                                                                                       | رایلی رید                                                                 | آدریانا چچیک | آنجلا وایت | آنجلا وایت                                                                                        |
| بازیگر مرد سال                   | میک بلو                                                                                             | میک بلو                                                                   | میک بلو | مارکوس دوپری | مانوئل فررا                                                                                       |
| بهترین بازیگر مرد تازه‌کار        | راب پایپر                                                                                           | برد نایت                                                                  | ریکی جانسون | خوان “ال کابالو” لوکو | جیسون لاو                                                                                         |
| ستارهٔ دیده‌نشده سال               | پرسلی هارت                                                                                          |                                                                           | | |                                                                                                   |
| بهترین بازیگر زن                 | کارتر کروز – Second Chances                                                                         | پنی پکس – The Submission of Emma Marx: Boundaries                         | کلایو ولنتین – Suicide Squad XXX: An Axel Braun Parody                                                             | سارا لاو – The Faces of Alice                                                                                              | الیزا جین – Anne: A Taboo Parody                                                                  |
| بهترین بازیگر مرد                | استیون سنت. کرویکس – Wetwork                                                                        | تامی پیستول – Stryker                                                     | زاندر کورووس – The Preacher’s Daughter                                                                             | تامی پیستول – Ingenue | سث گمبل – Deadpool XXX: An Axel Braun Parody                                                      |
| بهترین بازیگر زن مکمل            | ورونیکا آولاو – Cinderella XXX: An Axel Braun Parody                                                | کلایو ولنتین – Batman v Superman XXX: An Axel Braun Parody                | جوانا آنجل – Cindy Queen of Hell                                                                                   | کریستن اسکات – Half His Age: A Teenage Tragedy                                                                             | جوآنا آنجل – A Trailer Park Taboo                                                                 |
| بهترین بازیگر مرد مکمل           | زاندر کورووس Corvus – Holly...Would                                                                 | استیون سنت. کرویکس – Peter Pan XXX: An Axel Braun Parody                  | برد آرمسترانگ – The Preacher’s Daughter                                                                            | اسمال هندز – Half His Age: A Teenage Tragedy                                                                               | چارلز دیرا – Cartel Sex                                                                           |
| بازیگر زن خارجی سال              | آنیسا کیت                                                                                           | میشا کراس                                                                 | میشا کراس | جزمین جِی | آنیسا کیت                                                                                         |
| بازیگر مرد خارجی سال             | روکو سیفردی                                                                                         | روکو سیفردی                                                               | دنی دی | رایان رایدر | روکو سیفردی                                                                                       |
| کارگردان سال                     | میسون                                                                                               | گرگ لانسکی                                                                | گرگ لانسکی | گرگ لانسکی | کیدن کراس                                                                                         |
| بهترین کارگردانی فیلم بلند       | برد آرمسترانگ – Aftermath                                                                           | پاول دیب – Marriage 2.0                                                   | جکی سنت. جیمز – The Submission of Emma Marx: Exposed                                                               | اکسل براون – Justice League XXX: An Axel Braun Parody                                                                      | اکسل براون – The Possession of Mrs. Hyde                                                          |
| بهترین کارگردانی فیلم بلند خارجی | هاروی بادیلیس – Anissa Kate the Widow                                                               | دیک بوش – The Doctor                                                      | جان استاگلیانو – Hard in Love                                                                                      | هِروه بادیلیس و پاسکال لوکاس – Revenge of a Daughter                                                                        |                                                                                                   |
| بهترین صحنه دختر/پسر             | آیدرا فاکس و رایان مدیسون – Jean Fucking                                                            | ابیگیل مک و Flash Brown – Black & White 4                                 | کندرا ساندر لند، میک بلو – Natural Beauties                                                                        | آنجلا وایت و مانوئل فررا – Angela 3, AGW/Girlfriends                                                                       | آوی لاو و رومن نومار – The Possession of Mrs. Hyde                                                |
| بهترین صحنه سکس زوج‌های تمام‌دختر  | | آنجلا وایت،الکسیس تگزاس و آنیکا البرایت – Angela 2                        | سرنا بلیر، سلست استار و آلیکس لینکس – AI: Artificial Intelligence                                                  | ملیسا مور، السا جین و آدریا ری – Best New Starlets 2017                                                                    | آیوی ولف، الیزا جین و جنا ستیوا – A Flapper Girl Story                                            |
| خشن‌ترین صحنه سکس                 | آدریانا چچیک، اریک اورهارد، جیمز دین و میک بلو – "Two's Company, Three's a Crowd", from Gangbang Me | لیا لکسیس و تامی پیستول – "Nightmare for the Dairy Council" from Analmals | هالی هندریکس، آدریانا چچیک و مارکوس دوپری – "Creamy Bottom Fun Ball Happy Time" از Holly Hendrix's Anal Experience | Viking Girls Gone Horny, Desire/Girlfriends; لیا فالکون و اوفیلیا رین در "Well There's ONE Place You Can Put an AVN Award" | شارلوت سارترا، مارگو داون‌آن‌می و تامی پیستول در "My First Boy/Girl/Puppet" از The Puppet Inside Me |
| بازیگر میلف سال                  | ایندیا سامر                                                                                         | کندرا لاست                                                                | کندرا لاست | شری دویل | شری دویل                                                                                          |
| بهترین محصول تمام‌دختر            | Alexis & Asa و Women Seeking Women 100 (مساوی)                                                      |                                                                           | | Angela Loves Women 3, AGW/Girlfriends                                                                                      | Angela Loves Women 4, AGW/Girlfriends                                                             |
| بهترین محصول میلف                | Dirty Rotten Mother Fuckers 7                                                                       |                                                                           | Dirty Rotten Mother Fuckers 10                                                                                     | MILF Performers of the Year 2017, Elegant Angel Productions                                                                | MILF Performers of the Year 2018, Elegant Angel Productions                                       |
| بهترین فیلم بلند خارجی           | Anissa Kate the Widow                                                                               | The Doctor                                                                | Sherlock: A XXX Parody                                                                                             | Bulldogs | A 40 Year Old Widow                                                                               |
| بهترین کمدی سکسی                 | Bikini Babes Are Shark Bait                                                                         | Love, Sex & TV News                                                       | Cindy Queen of Hell                                                                                                | Jews Love Black Cock | Love in the Digital Age                                                                           |
| بهترین وب‌سایت خرده‌فروش           | |                                                                           | | | DallasNovelty.com                                                                                 |

## تالار مشاهیر

### جایزه روبن استورمن
- ۲۰۰۰ – دیوید استورمن، ویدیو کلی از غرب آمریکا
- ۲۰۰۱ – اد پاورز، تولیدات اد پاورز
- ۲۰۰۱ – مارک کِرنز، سردبیر ارشد، ای‌وی‌ان
- ۲۰۰۲ – گلوریا لئونارد، رئیس سابق انجمن فیلم‌های بزرگسالان آمریکا و ائتلاف آزادی بیان
- ۲۰۰۲ – الیس متکاف، خرده‌فروشی الیس پَشِن
- ۲۰۰۳ – مل کامینس، ویدیو کلی از آمریکا، کلیولند
- ۲۰۰۵ – هری مانی، شوگرلز دژاوو
- ۲۰۰۶ – راب زیکاری و لیزی بردن، برنامه همکاران افراطی (Extreme Associates)
- ۲۰۰۷ – پاول کامبریا، کلاید دویت و لوئیس سرکین
- ۲۰۱۱ – جان استالیانو
- ۲۰۱۳ – لاسه براون